# Kingfisher Airlines
La Kingfisher Airlines (Hindi: किंगफिशर एयरलाईन्स) era una compagnia aerea indiana basata a Bangalore.
Skytrax assegnò il rating massimo di 5 stelle alla compagnia nel 2009.
Nel 2011 la compagnia aerea ha assistito ad una grave crisi economica che ha portato ad uno sciopero della maggior parte del personale, costringendo quindi gli aeromobili a rimanere a terra. L'anno successivo, precisamente il 20 ottobre 2012, la compagnia è fallita sospendendo tutte le operazioni di volo.

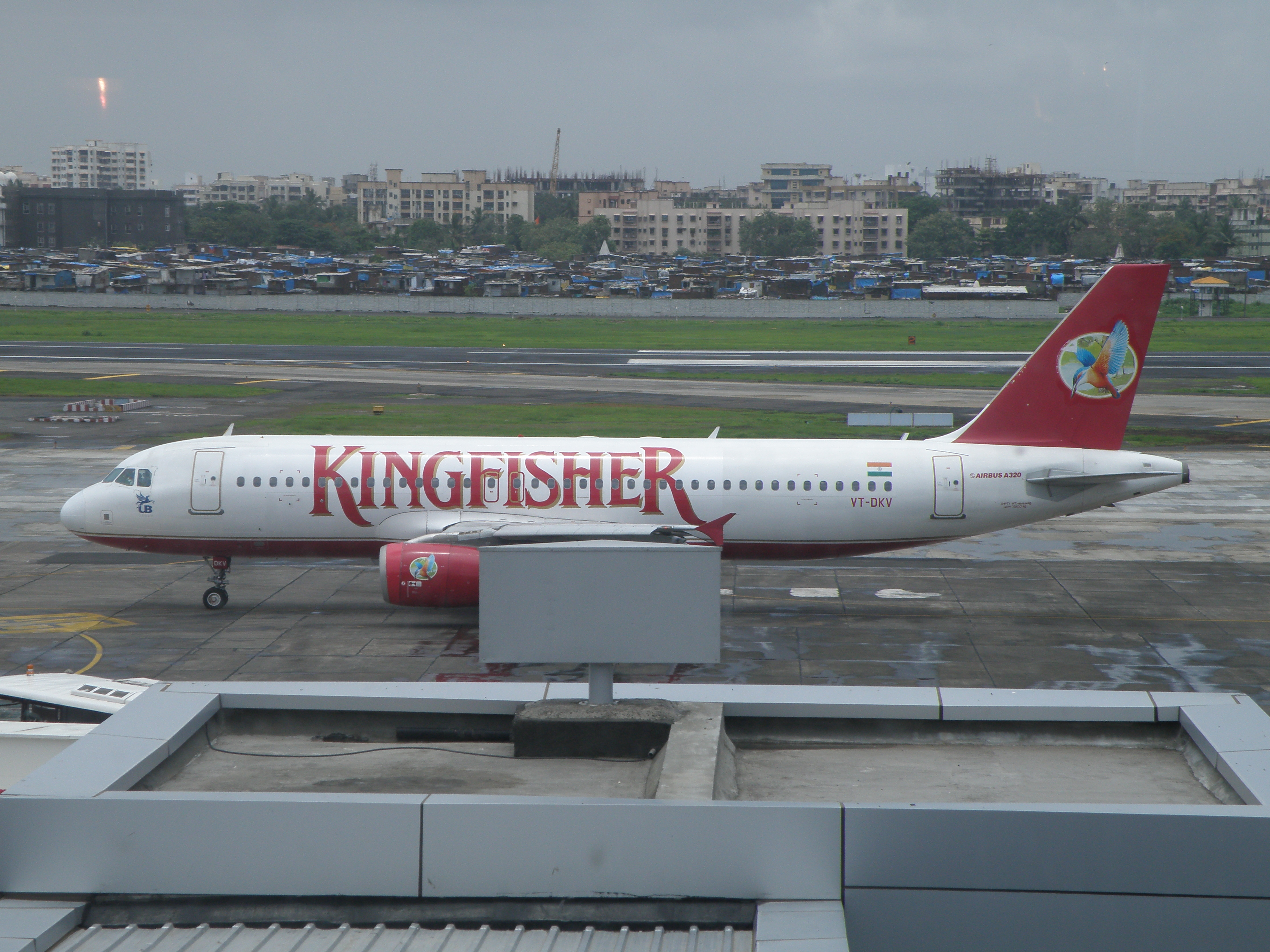
Airbus A320 in transito all'aeroporto di Mumbai

## Flotta
La flotta della Kingfisher Airlines, al momento del fallimento, 20 ottobre 2012, era composta dai seguenti velivoli:

### Flotta prima del 2012
Prima dell'inizio della crisi prefallimentare, la compagnia possedeva un'ampia flotta. Infatti fu una delle prime compagnie indiane a ordinare l'Airbus A380 e ne aveva numerosi ordini: